# امانویل زردواس
امانویل زردواس (انگلیسی: Emmanouil Zerdevas؛ زادهٔ ۱۲ اوت ۱۹۹۷) بازیکن واترپلو اهل یونان است.